# 房如式
房如式（1528年—1611年），字憲甫，山東青州府益都縣人，匠籍，明朝政治人物。

## 生平
嘉靖三十四年（1555年）乙卯科山東鄉試第四十六名舉人。隆慶二年（1568年）中式戊辰科會試第二百四十六名，三甲第二百一十三名進士。授行人，出使四川、湖广，咸著清節。萬曆三年（1575年）七月选授试监察御史，四年三月實授雲南道监察御史，巡视两浙盐课，又巡按湖广学政，六年十一月巡按淮扬地方，七年二月出为山西按察司佥事，设方畧擒巨盗王大和等。十年五月升河南左参议，遷四川副使，十五年七月升陕西督粮左参政，十七年十二月升山西按察使，左迁河南参政，遂拂衣归里。

## 家族
曾祖房玘；祖父房昇；父房良，母徐氏。具庆下。弟房如矩、房如度。
长子房可久，舉人，官至通判。三子房可壯，万历进士，官至左都御史。